# Worldbeat
Worldbeat – gatunek muzyczny łączący w sobie elementy tradycyjnej muzyki europejskiej (pop, rock, electronica) z gatunkami muzyki etnicznej (zazwyczaj spoza Europy). Szczególną popularnością cieszą się wpływy z Afryki, Irlandii, Ameryki Łacińskiej i Bliskiego Wschodu. Gatunek narodził się w Wielkiej Brytanii i Stanach Zjednoczonych w połowie lat 80., gdy artyści tacy, jak Paul Simon i Peter Gabriel zaczęli się interesować muzyką etniczną. W ostatnich latach po worldbeat sięgają artyści z kręgu indie rocka, np. Yeasayer czy Gang Gang Dance.

## Przedstawiciele gatunku
Na podstawie źródeł

### Popularni przedstawiciele
David Byrne, M.I.A., Peter Gabriel, Sting, Paul Simon, Gotye

### Lokalni przedstawiciele
The Very Best, Clannad, Afro Celt Sound System, Värttinä, Deep Forest, Zap Mama, Karunesh, Oumou Sangaré

### Przedstawiciele indie/worldbeat
Gang Gang Dance, Dead Can Dance, Yeasayer, Vampire Weekend, Kirsty MacColl